# Veterinair Tuchtcollege
Het Veterinair Tuchtcollege in Nederland behandelt klachten over dierenartsen en dierenartsassistenten met betrekking tot de uitoefening van hun beroep. Iedereen kan bij het college klachten deponeren over de behandeling van zijn of haar dier. Dat reikt van de behandeling van een huisdier tot de behandeling van dieren in de professionele hippische sporten.
Het Tuchtcollege gaat niet over bejegening van eigenaren door dierenartsen, en gaat ook niet over het wel of niet betalen van rekeningen. Voor dat laatste kan men terecht bij de rechter.